# Pleystein
Pleystein est une ville de Bavière (Allemagne), située dans l'arrondissement de Neustadt an der Waldnaab, dans le district du Haut-Palatinat, à 18 km à l'est de Weiden in der Oberpfalz.